# Reações sequenciais
As reações do tipo Bi Bi são reações de transferase que precisam de dois substratos, um substrato-líder (A) e o próximo substrato (B), resultando em dois produtos distintos (P e Q). Essas reações podem ser do tipo sequenciais ou . Na reação sequencial os substratos necessitam se combinar com a enzima antes do início da reação e posteriormente há a liberação dos produtos. O mecanismo das reações sequenciais pode ser ordenado ou aleatório. No mecanismo ordenado existe uma ordem obrigatória da adição dos substratos, pois apenas após a ligação do primeiro substrato a enzima permite a ligação do segundo substrato. Entretanto, no mecanismo aleatório não existe a adição preferencial de nenhum dos substratos, já que os dois sítios de ligação já são disponíveis na proteína livre, como ocorre em algumas desidrogenases e cinases.

## Referência
1. ↑  VOET, Donald; VOET, Judith. Bioquímica. Porto Alegre: Artmed, 2013.